# Limopsis affinis
Limopsis affinis is een tweekleppigensoort uit de familie van de Limopsidae. De wetenschappelijke naam van de soort is voor het eerst geldig gepubliceerd in 1885 door Verrill.